# ФК Черноморец (Бяла)
Вижте пояснителната страница за други значения на Черноморец.
ФК Черноморец е български футболен отбор от черноморския град Бяла, област Варна.

## История
Черноморец е основан през 1947 г., като до началото на ХХI век участва единствено в А и Б окръжна група на Варненска област. През годините носи имената „Урожай“, „Черноморец“, „Черноморец 2003“ (от 2002 г.). През 90-те години на миналия век клубът на няколко пъти завършва на първо място в А окръжна група, но поради липса на средства отказва участие в Североизточна В група.
През 2002 г. местната община, в лицето на тогавашния кмет Илко Цонев, поглежда по-сериозно на футбола в черноморското градче и са отделени средства за атакуване на В група. Отборът е поверен на легендарния вратар на Спартак (Варна) от 70-те и 80-те години на миналия век Красимир Зафиров, който е родом от Бяла. Под негово ръководство Черноморец не среща трудности и печели историческа промоция за Североизточната В група, в която дебютира през сезон 2003/04.
За мачовете от третия ешелон в Черноморец са привлечени доста юноши на варненските Спартак и Черно море. Отборът успява да се задържи в дивизията, а впоследствие треньорът Зафиров успява да убеди няколко известни имена да облекат екипа на скромния тим. Така за Бяла играят футболисти със сериозен стаж в професионалния футбол като Златин Михайлов, Антон Вълчанов и Николай Станчев.
През сезон 2004/05 Черноморец е на крачка от влизане в Б група, но завършва на 2-ро място в крайното класиране, което е и най-доброто постижение до този момент в клубната история. Другото по-призово класиране на тима е през сезон 2006/07, когато завършва на 3-то място в крайното класиране на Североизточната В група.
През пролетта на 2007 г. в Черноморец играе черногорския защитник Марко Симич, който впоследствие участва в груповата фаза на Шампионската лига с екипа на БАТЕ Борисов и става национал на Черна гора.

## Стадион
Стадион „Черноморец“ в град Бяла, който е с капацитет от 700 седящи места, е построен през 1986 г. Намира се на алеята, която води към централния градски плаж.
През 2014 г. на съоръжението стартира основен ремонт на обща стойност от 2,5 млн. лева, който продължава една година. Средствата са осигурени по европейска програма.
Стадионът разполага с две трибуни, на които са поставени пластмасови седалки. На основната има 515 места, като 400 от тях са покрити с козирка. На допълнителната трибуна има 185 места. Теренът е с естествена настилка, с размери 72х105 метра. Съоръжението разполага и с лекоатлетическа писта с 6 коридора, чиято обща дължина е 400 метра.
На стадиона има изградени също маломерно игрище за футбол с изкуствена настилка, както и многофункционална спортна площадка за волейбол, баскетбол и тенис.

## Известни футболисти, играли в клуба
- Златин Михайлов
- Антон Вълчанов
- Николай Станчев
- Тодор Каменов
- Недко Сираков
- Георги Арнаудов